# خليل إبراهيم حسين الزوبعي
خليل إبراهيم حسين الزوبعي هو مؤرخ وكاتب وعسكري وسياسي عراقي ولد في ناحية العزيزية في لواء الكوت سنة 1924 وتوفي في 17 كانون الأول 2002.
أكمل دراسته الابتدائية والمتوسطة والإعدادية في ناحية العزيزية.
دخل الكلية العسكرية في بغداد، وتخرج سنة 1943، ثم وتلقى علومه العسكرية العليا في المدارس العسكرية في الولايات المتحدة والاتحاد السوفييتي والمملكة المتحدة ومصر وألمانيا وحصل على شهادات عليا كان منها حصوله على شهادة الماجستير في اقتصاديات البترول والطاقة.
كان عضوا في تنظيم الضباط الوطنيين، كما اشترك في حرب فلسطين 1948، وأسهم في تدريب الثوار الجزائريين أبان ثورتهم للتخلص من الاحتلال الفرنسي، وقد عرف بكونه من مؤسسي الصنف الكيمياوي في القـوات المسلحة العراقية 1956 ـ1967.
كان معروفاً باسم (خليل رويتر) كونه الشخصية الأولى التي أذاعت نبأ ثورة 14 تموز 1958 ونقلته إلى وكالات الأنباء العالمية ومنها وكالة رويترز المعروفة.
وقد اختير ليكون عضوا مؤسسا في إدارة المجلس العربي المشترك للطاقة الذرية، كما أشرف على البرنامج الذري العراقي، وشغل عضوية لجنة الطاقة الذرية 1957 ـ 1968، وتولى منصب المحلق العسكري في السفارة العراقية بواشنطن سنة 1967 وشارك لأكثر من مرة في اجتماعات مجلس الدفاع العربي المشترك.
وقد عمل في مناصب عديدة لعل منها:
- عضوية لجنة التنسيق للهيئة الفنية الثانية في مجلس الإعمار للمدة 1957 ـ1958
- معاون مدير الاستخبارات العسكرية بعد ثورة 14 تموز 1958 عندما كان مديرها العقيد رفعت الحاج سري
- ترأس تحرير المجلة العسكرية لسنوات
- مسؤول التوجيه المعنوي
- وزير الصناعة 1967 ـ1968[4]

وقد انتدبته الكلية العسكرية ومدرسة الهندسة العسكرية لإلقاء محاضرات.

## مؤلفاته
له مؤلفات عديدة زادت على الـعشرين كتابا في اقتصاديات الطاقة والنفط والذرة والتاريخ والاقتصاد الإسلامي، كما ترجم بعض الكتب، وفد كان عضوا في اتحاد المؤرخين العرب، وقد كان طلبة الدراسات العليا كانوا يقصدونه للاستفادة من وثائقه وكتبه فضلا عن أخذ معلومات شخصية عن المرحلة المهمة التي عاصرها وأسهم في احداثها، وهي المرحلة الممتدة من سنة 1958 وحتى سنة 1968.
ومن أبرز مؤلفاته «موسوعة ثورة 14 تموز 1958» التي صدر منها سبعة أجزاء وكذلك أربعة كتب تـدور حول «العراق في الوثائق البريطانية 1958 ـ1959».